# Eleições parlamentares europeias de 2009 (Dinamarca)
As eleições parlamentares europeias de 2009, na Dinamarca, realizadas a 7 de Junho, serviram para eleger os 13 deputados do país para o Parlamento Europeu.

## Resultados Nacionais
| Partido                 | Partido                       | Votos     | %               | +/-   | Deputados | +/-     |
| ----------------------- | ----------------------------- | --------- | --------------- | ----- | --------- | ------- |
|                         | Partido Social-Democrata      | 503 439   | 21,49 / 100,00  | 11,16 | 4 / 13    | 1       |
|                         | Partido Liberal               | 474 041   | 20,24 / 100,00  | 0,88  | 3 / 13    | Estável |
|                         | Partido Popular Socialista    | 371 603   | 15,87 / 100,00  | 7,91  | 2 / 13    | 1       |
|                         | Partido Popular Dinamarquês   | 357 942   | 15,28 / 100,00  | 8,48  | 2 / 13    | 1       |
|                         | Partido Popular Conservador   | 297 199   | 12,69 / 100,00  | 1,34  | 1 / 13    | Estável |
|                         | Movimento Popular contra a UE | 168 555   | 7,20 / 100,00   | 2,03  | 1 / 13    | Estável |
|                         | Partido Social-Liberal        | 100 094   | 4,27 / 100,00   | 2,09  | 0 / 13    | 1       |
|                         | Movimento de Junho            | 55 459    | 2,37 / 100,00   | 6,71  | 0 / 13    | 1       |
|                         | Aliança Liberal               | 13 796    | 0,59 / 100,00   | Novo  | 0 / 13    | Novo    |
| Votos Inválidos         | Votos Inválidos               | 73 440    | 3,14 / 100,00   | 1,72  |           |         |
| Total                   | Total                         | 2 342 128 | 100,00 / 100,00 |       | 13 / 13   | 1       |
| Eleitorado/Participação | Eleitorado/Participação       | 4 059 385 | 57,70 / 100,00  | 9,81  |           |         |